# ハンス・カール・フォン・ヴィンターフェルト

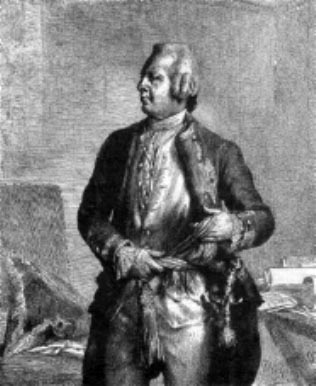
ハンス・カール・フォン・ヴィンターフェルト

ハンス・カール・フォン・ヴィンターフェルト（Hans Karl von Winterfeldt、1704年4月4日、ズィーデンブリュンツォウ-1757年9月8日、ゲルリッツ）はプロイセン王国の中将である。
多くの領地の主にして、フリードリヒ大王の腹心であった。

## 生涯
ハンス・カール・フォン・ヴィンターフェルトはポンメルンのファンゼロウで、貴族のヴィンターフェルト家 (de:Winterfeld (Adelsgeschlecht)) に生まれた。彼は1723年、叔父のカスパー・ディートロフ・フォン・ヴィンターフェルトが勤務するプロイセン軍 (Prussian Army) の連隊に入隊した。1740年にはフリードリヒ大王の腹心として、サンクトペテルブルクへ公使として派遣されている。
同地で彼は、ロシア帝国との軍事同盟を目指すオーストリアの試みを巧みに妨害した。
シュレージエン戦争の勃発とともに、ヴィンターフェルトはプロイセン王国へ戻り、1741年にグローガウ攻略戦（3月8日）、モルヴィッツの戦い（4月10日)およびシュレージエンのロートシュロス（ビャウォブジェジェ、6月22日）襲撃に参加した。その後間もなく、大佐に昇進している。
1742年に入るとヴィンターフェルトはコトゥズィッツの戦い（5月17日）に加わり、1745年にはホーエンフリートベルク（6月4日）、ランデスフート (Kamienna Góra) そしてヘンネルスドルフ（ヘンリクフ・ルバンスキ、11月23日）で戦う。続いて講和が結ばれると、彼は常にフリードリヒ大王の側に仕え、高級副官となった。
大王はいわゆるウェストミンスター条約 (Treaty of Westminster (1756)) に向けた交渉のため、ヴィンターフェルトをロンドンへ派遣する。この条約によってイギリスは、フランス王国と北米植民地戦争を継続するべく後背の安全を確保できたのである。なおヴィンターフェルトはある程度、国王の参謀総長としての役割を果たした。この点では、後にプロイセン軍に導入された
参謀本部の機能を歴史的に先取りしていたと言える。
1756年、彼はフリードリヒ大王からプール・ル・メリット勲章と黒鷲勲章 (Order of the Black Eagle) を授かった。
また同年、大王はヴィンターフェルトをコルベルク (Kołobrzeg) 要塞司令およびコルベルク総督に任じ、中将に昇進させた。なお、かつての「ハッケ」歩兵連隊 (de:Altpreußisches Infanterieregiment No. 1 (1806)) の連隊長にも就任した。

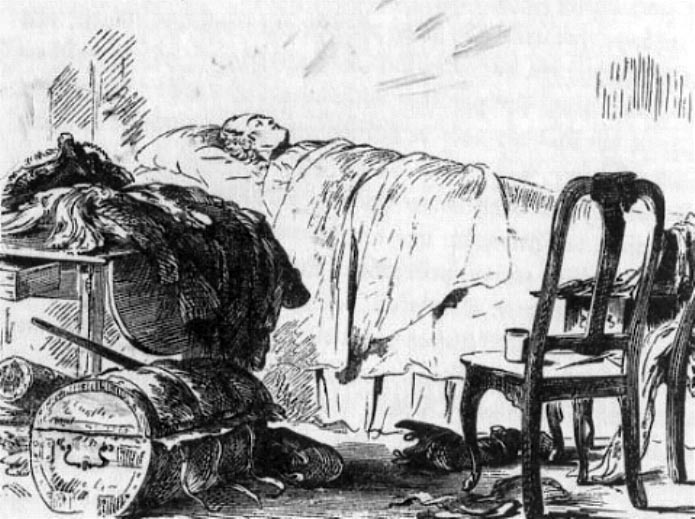
瀕死のヴィンターフェルト。

明くる1757年5月6日、ヴィンターフェルトはプラハの戦いにおいて左翼の歩兵部隊を指揮する。その後、オーストリア軍が反攻に転じると、彼はモイスの戦い (Battle of Moys) で左肩から咽喉の付け根にかけて重い刀傷を負い、翌日にゲルリッツのオーバーマルクト (de:Obermarkt (Görlitz)) 8番地で没した。 

## プロイセン史上の評価

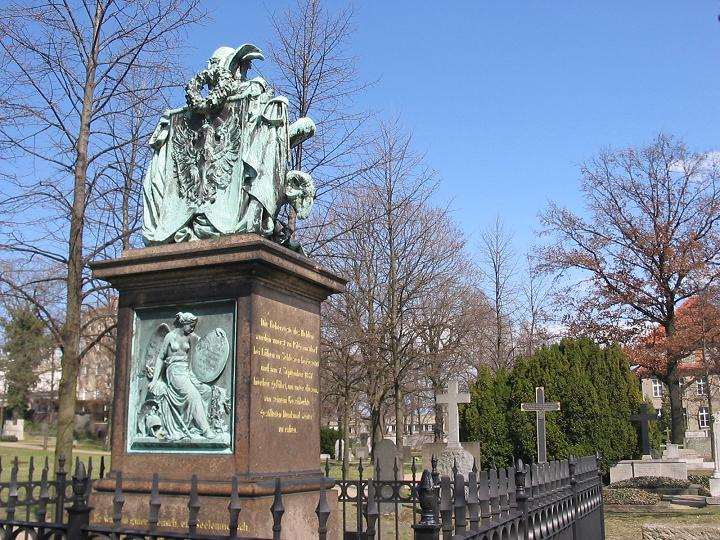
ベルリンの傷痍軍人墓地にあるヴィンターフェルトの墓。

9月17日、フリードリヒ大王はヴィンターフェルトの死を報じられると言った。
様々な見解があるものの、ヴィンターフェルトは絶対的な忠誠心と戦略的な能力によって、大きな信頼と高い名声を博した。
それに対し、ツィーテンやベーヴェルン公といったプロイセンの他の将軍は、ヴィンターフェルトを地位の高さゆえに完全に嫌っており、その死を聞いても、必ずしも悲しまなかった。また彼は他のライバルに対し陰謀を企み、干渉したとして批難されている。プロイセン公子ハインリヒにとって、ヴィンターフェルトは戦争の扇動者であった。
ヴィンターフェルトの急逝は、この王弟に言わせれば「神の正しい裁き」ですらあったのである。そのため、ハインリヒが兄のアウグスト・ヴィルヘルムや3回にわたるシュレージエン戦争を戦った諸将を記念し、ラインベルク (Rheinberg) に建てさせた記念碑に、ヴィンターフェルトの名はない。しかし、フリードリヒ大王自身の名もまた刻まれてはいない。
没して100年後、ヴィンターフェルトの遺骸はベルリンの傷痍軍人墓地 (Invalidenfriedhof) へ移された。その墓石の裏にはフリードリヒ大王の言葉、
が刻まれている。

## 記念碑
ヴィンターフェルトのために、ゲルリッツのヴィルヘルム広場（Wilhelmplatz）に記念碑が建てられた。また、モイスには石碑がある。なお、記念碑のほとんどはベルリンに存在する。プロイセン王国の将軍の中でも、ヴィンターフェルトのためには大理石で造られた像がベルリンのヴィルヘルム広場 (Wilhelmplatz) に建てられ、現在はムゼーウムスインゼルのボーデ博物館にある階段の前に置かれている。
すでに19世紀、彫刻家のアウグスト・キス (August Kiß) が制作したオリジナルは完全に新しい青銅像に置き替えられ、博物館に収蔵された。加えてヴィンターフェルトの姿は、クリスティアン・ダニエル・ラウホ (Christian Daniel Rauch) の作品で、1851年に除幕されたフリードリヒ大王の騎馬像 (de:Reiterstandbild Friedrichs des Großen) の一部に見ることが出来る。現在、この像はウンター・デン・リンデンに設置されている。
またベルリン市内には、彼にちなんで命名されたヴィンターフェルト通り（Winterfeldtstraße）とヴィンターフェルト広場 (de:Winterfeldtplatz) がある。
2009年、ツィーテン大将にちなんで命名されたツィーテン広場 (de:Zietenplatz) （かつてはヴィルヘルム広場の一部）に、ヴィンターフェルトを記念して記念碑が建てられた。それらは老デッサウ侯、ツィーテン、ザイトリッツ、カイトおよびシュヴェリーンの諸将の碑に並んでいる。

## 家族
ロシアに滞在していた時、ヴィンターフェルトはロシア軍 (Imperial Russian Army) の元帥、ブルクハルト・クリストフ・フォン・ミュンニヒの屋敷で暮らしていた。ここで彼は元帥の継娘、ユリアーナ・ドロテア・フォン・マルツァーン (de:Maltzahn) （1710年5月7日-1763年10月）と知り合う。二人は1732年に結婚した。

## 文献
（ドイツ語版の記事に挙げられていたもので、翻訳者が項目の作成にあたり、閲覧したものではありません。）
- Joachim Engelmann, GünterDorn: Friedrich der Große und seine Generale, Friedberg 1988.
- F. R. Paulig: Geschichte des Siebenjährigen Krieges. Ein Beitrag zur deutschen Geschichte der Jahre 1740–1763, Starnberg 1988 (Nachdr. d. Ausg. Frankfurt/Oder 1878).
- Walther Rohdich: Friedrich Faszination. 200 Tage aus seinem Leben, Friedberg 1986 (Kapitel: Hans Carl von Winterfeldt).
- Helmut Schnitter: Hans Karl von Winterfeldt – „Generalstabschef“ des Königs, in: Ders. (Hrsg.): Gestalten um Friedrich den Großen. Biographische Skizzen, Bd. 2, Reutlingen 1993, S. 6–16.
- Bernhard von Poten (1898). "Winterfeldt, Hans Karl von". Allgemeine Deutsche Biographie (ドイツ語). Vol. 43. Leipzig: Duncker & Humblot. pp. 485–490.
- Karl August Varnhagen von Ense, Leben des Generals Hans Karl von Winterfeldt Digitalisat

## 個別の典拠
1. ↑  2009年1月10日のベルリーナー・モルゲンポストの記事（ドイツ語）